# Болехово (Західнопоморське воєводство)
Болехово (пол. Bolechowo, нім. Diedrichsdorf) — село в Польщі, у гміні Ґоленюв Голеньовського повіту Західнопоморського воєводства.
Населення — 270 осіб (2011).
У 1975-1998 роках село належало до Щецинського воєводства.

## Демографія
Демографічна структура станом на 31 березня 2011 року:
|          | Загалом | Допрацездатний вік | Працездатний вік | Постпрацездатний вік |
| -------- | ------- | ------------------ | ---------------- | -------------------- |
| Чоловіки | 129     | 33                 | 87               | 9                    |
| Жінки    | 141     | 43                 | 78               | 20                   |
| Разом    | 270     | 76                 | 165              | 29                   |